# Сибирский научно-исследовательский институт авиации имени С. А. Чаплыгина
ФАУ «Сибирский научно-исследовательский институт авиации им. С. А. Чаплыгина» (СибНИА) — один из крупнейших научно-исследовательских и испытательных центров авиационной и космической отраслей России. В настоящее время СибНИА находится в ведомственном подчинении ФГБУ «НИЦ «Институт им. Н.Е. Жуковского» (ЦАГИ). Институт занимается испытаниями самолётов SSJ-100, МС-21, созданием летающих лабораторий, разработкой и созданием самолетов-демонстраторов технологий, лётных исследований средств навигации и посадки аэродромов, испытаниями воссозданной легендарной авиационной техники Великой Отечественной войны.
СибНИА образован 19 августа 1941 года. 

## Направления деятельности

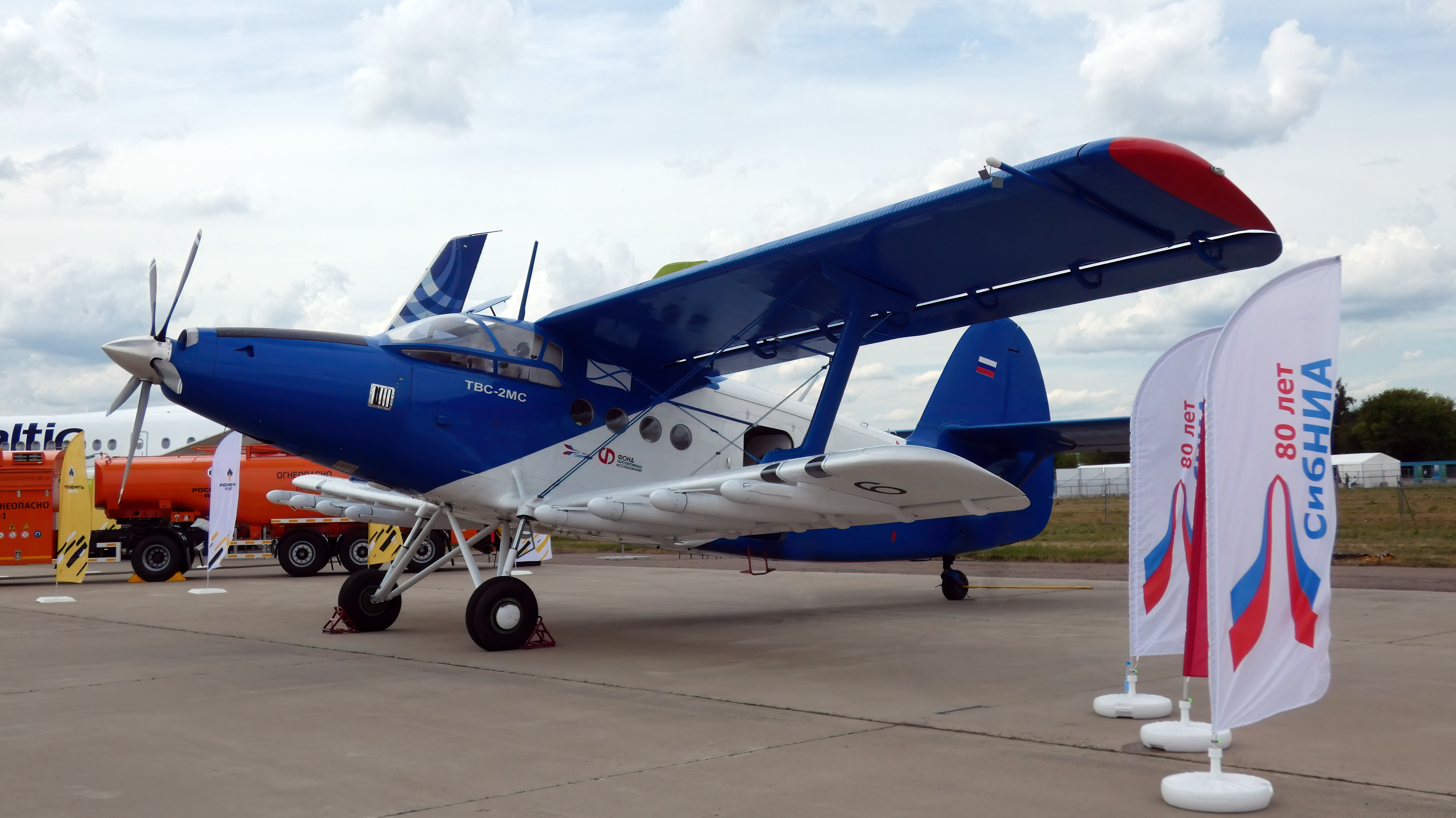
ТВС-2МС с дополнительными винтами на крыльях для повышения подъёмной силы

Приоритетные направления деятельности СибНИА:
- создание опережающего научно-технического и конструкторско-технологического задела для отечественного авиастроения, формирование образа будущей авиации;
- проведение прикладных научно-исследовательских, опытно-конструкторских работ, наземных и летных испытаний образцов военной и гражданской авиационной техники;
- исследования авиатранспортных систем, проектирование, разработка и летные испытания авиационных технологий «малой авиации»;
- проектные исследования перспективных воздушных судов и производство полного цикла (от исходных данных, компонентов и виртуальных экспериментов до демонстраторов технологий в условиях эксплуатации и конкретных изделий), обеспечивающего уровень готовности технологий для передачи в серийное производство;
- исследования, развитие производства и разработки в области перспективных полимерных композиционных материалов, технологий их переработки и внедрения в авиационной технике.

В 2013 году решением Минпромторга России СибНИА назначено ведущей научно-исследовательской организацией Минпромторга РФ по направлению "Авиационная техника малой авиации".
В 2015 году решением Минпромторга России СибНИА назначено разработчиком самолетов Ан-2[прояснить] в гражданской и государственной авиации и Ан-28 в государственной авиации на территории РФ.
В 2013 году в СибНИА создана Юношеская планерная школа им. В. М. Рыцарева. Методика обучения включает воспитательную, образовательную, патриотическую и профессионально-ориентированную работу по первоначальному летному, конструкторскому и инженерно-техническому направлениям. Курсантами школы могут стать юноши и девушки 12–15 лет. Учебная программа рассчитана на 2 года. 144 часа отводится теоретической подготовке по дисциплинам: история авиации и планеризма, аэродинамика и динамика полета планера, конструкция планера и эксплуатация авиатехники, метеорология, навигация, авиамоделизм. 32 часа отводится на наземную подготовку, тренировку на тренажере. 150–400 часов практических занятий на аэродроме: ремонт авиационной техники, первые пробежки и подлеты на планере. Подготовка осуществляется на учебно-тренировочном планере БРО-11МС. Около 10–15 % выпускников поступают в летные военные и гражданские учебные заведения, около 20 % выбирают профильные авиационные высшие учреждения. Обучение в школе бесплатное.
В 2020 году в СибНИА создан Центр коллективного пользования. Центр создан для повышения эффективности использования научного и производственного оборудования и средств измерений экспериментальной базы СибНИА. Работа ориентирована на взаимодействие с предприятиями малого и среднего бизнеса, научными организациями и образовательными учреждениями среднего, среднего- специального и высшего образования.
При СибНИА организован Авиационно-учебный центр для подготовки специалистов для гражданской, экспериментальной и государственной авиации. Подготовка специалистов проводится по программам дополнительного профессионального образования, как по типовым, так и по разработанным специалистами института. Для этих целей в институте созданы учебные центры гражданской авиации (АУЦ ГА), экспериментальной авиации (АУЦ ЭА) и государственной авиации (АУЦ ГосА).

### Научная деятельность
Научно-исследовательские отделения СибНИА работают по следующим направлениям:
- аэродинамика и динамика полёта летательных аппаратов;
- статическая и усталостная прочность авиационных конструкций;
- динамическая прочность летательных аппаратов;
- тепловая прочность авиационных конструкций;
- сопровождение создания и эксплуатации авиационной техники;
- проектирование авиационной техники;
- эксплуатация и поддержание лётной годности воздушных судов;
- лётные исследования.

Экспериментальная база СибНИА позволяет проводить статические, усталостные и динамические испытания натурных конструкций летательных аппаратов весом до 500 тонн, агрегатов и фрагментов конструкций, аэродинамические исследования по разработке облика летательных аппаратов, доводке разрабатываемых перспективных летательных аппаратов, а также серийно выпускаемых изделий авиационной техники, летные испытания серийных и опытных летательных аппаратов, а также авиационного оборудования. Более 90 % экспериментального оборудования включено в реестр уникальной стендовой базы оборонно-промышленного комплекса.
СибНИА является организатором Всероссийской школы-семинара по аэродинамике и динамике полета летательных аппаратов и Международной научно-практической конференция по вопросам прочности летательных аппаратов.
Подготовка в аспирантуре СибНИА осуществляется по следующим направлениям: 24.06.01 Авиационная и ракетно-космическая техника; 2.5.14. Прочность и тепловые режимы летательных аппаратов; 2.5.13 Проектирование, конструкция и производство летательных аппаратов.

## История

СибНИА образован 19 августа 1941 года на базе Новосибирского филиала № 2 Центрального аэрогидродинамического института (ЦАГИ) имени профессора Н. Е. Жуковского. Основной задачей филиала являлось проведение научно-исследовательских работ в области теоретических и экспериментальных исследований по аэродинамике и прочности самолётов совместно с ОКБ и предприятиями авиационной промышленности. Научное руководство филиалом было возложено на Героя Социалистического Труда академика С. А. Чаплыгина, имя которого присвоено институту в 1969 году.
В настоящее время в СибНИА ведутся сертификационные статические испытания планера импортозамещенной версии Superjet-100 (SSJ-NEW), ресурсные испытания регионального пассажирского самолёта SSJ-100, отрабатываются элементы перспективного лёгкого многоцелевого самолёта (ЛМС) и цельнокомпозитного турбореактивного пассажирского самолёта (СТР40-ДТ).
Ведутся работы по транспортного БПЛА сверхкороткого взлёта и посадки «Партизан» с гибридной (тепловая и электрическая) силовой установкой (летательный аппарат предназначен для перевозки грузов массой до 1 тыс. килограммов на расстояния до 1 тыс. километров, способен взлетать и садиться на неподготовленные площадки габаритами 50 на 50 метров; создается с 2019 года, в 2023 году его планировалось представить на выставке МАКС-2023, которая в итоге не проводилась; первые летные испытания проведены в феврале 2024 г.).
Из-за вторжения России на Украину институт находится под санкциями всех стран Евросоюза и США.

## Значимые достижения
Специалисты СибНИА провели более тысячи научно-исследовательских работ по теоретическим и экспериментальным исследованиям. Исследованы аэродинамические характеристики более 2000 различных летательных аппаратов, наземных транспортных средств, подводных лодок и архитектурных сооружений, определена долговечность конструкций более 200 типов самолётов и вертолётов. Разработаны и реализованы сотни программ лётных испытаний и экспериментальных исследований для ОКБ Туполева, ОКБ Антонова, А. С. Яковлева, М. Л. Миля, Н. И. Камова и др.
За прошедшие годы в институте проведены статические и ресурсные испытания более 170 самолетов различных типов и около 200 агрегатов на отдельных стендах, более 250 опор шасси, 910 агрегатов и панельных фрагментов самолетов и вертолетов на виброустойчивость и выносливость при действии акустических нагрузок, около 200 моделей испытаны на флаттер в аэродинамической трубе, более 200 самолетов прошли частотные испытания. Проведены многочисленные (около 2000 моделей) исследования аэродинамики самолетов различных компоновок и назначений практически всех отечественных ОКБ, экранопланов, подводных лодок, других транспортных средств и архитектурных сооружений.
Создано около 20 летающих лабораторий на базе самолетов Ан-2, Ан-24, Л-29, Ту-124, Ту-134, Ту-154, Як-40, вертолетов Ка-32 и Ми-8. Выполнено более 150 программ летных испытаний летательных аппаратов и авиационного оборудования, в том числе легких и сверхлегких летательных аппаратов, с использованием разработанных уникальных методик и специализированного оборудования.
Наиболее значимые достижения коллектива СибНИА:
- исследование и участие в создании аэродинамической компоновки (в процессе самостоятельно проведенных и совместных со специалистами ЦАГИ работ): всех типов экранопланов, созданных в СССР; самолета Су-27 и его модификаций; модельного ряда спортивных акробатических самолетов семейства Су-26, Су-29, Су-31 и их модификаций; самолетов различных типов и других летательных аппаратов, созданных в СССР и России, в том числе воздушно-космического самолета «Буран»;
- обеспечение прочности и долговечности большинства серийных гражданских и военных самолетов, созданных в СССРв послевоенные годы, в том числе: Ил-18, Ил-62, Ил-76, Су-27, Су-30, Су-33, Су-34, Ту-104, Ту-124, Ту-134, Ту-154, Ту-204, Ту-95, Ту-22М3;
- разработка, создание и наладка уникального теплопрочностного стенда, разработка и освоение методики натурных теплопрочностных испытаний сверхзвукового пассажирского самолета в обеспечение первоначального ресурса парка самолетов Ту-144;
- проведение исследований и разработка мер, обеспечивающих надежность и прочность взлетно-посадочных устройств (шасси) практически всех самолетов страны;
- разработка оригинальной методики испытаний авиакосмических объектов без использования высокотемпературных вакуумных камер;
- разработка оригинальной методики акустических испытаний объектов авиакосмической техники на основе эффекта бегущей акустической волны;
- разработка уникальных средств измерения, контроля и диагностики для получения информации в процессе испытаний на прочность;
- разработка теоретических основ расчета и проектирования трехслойных оболочек широкофюзеляжных и боевых самолетов с учетом повреждений.

## Руководители
- Сергей Алексеевич Чаплыгин — руководитель Новосибирского филиала № 2 ЦАГИ с 1941 по 1942 года, основоположник современной аэромеханики и аэродинамики, советский ученый-механик, математик, академик.
- Владимир Исаакович Поликовский — руководитель Новосибирского филиала № 2 ЦАГИ с октября 1941 по февраль 1942 года, советский учёный.
- Каплан Савва Абрамович — с февраля 1942 по декабрь 1943 года — и/о начальник филиала, с декабря 1943 по октябрь 1944 года - начальник филиала, с октября 1944 по август 1946 года - и/о начальника СибНИА, с августа по октябрь 1946 года — начальник СибНИА.
- Олег Константинович Антонов — советский авиаконструктор, возглавлял СибНИА с ноября 1946 по 1948 год.
- Ефим Васильевич Кияев — кандидат технических наук, специалист в области теоретических и экспериментальных исследований аэродинамики самолёта, возглавлял СибНИА с июня 1948 по 1956 год.
- Борис Владимирович Белянин — советский учёный в области аэродинамики, возглавлял СибНИА с мая 1956 по 1959 год.
- Виталий Григорьевич Сувернев — советский и российский учёный, профессор, работавший в области аэродинамики и прочности авиационных конструкций, возглавлял СибНИА с ноября 1959 по 1989 год.
- Серьёзнов Алексей Николаевич — учёный в области систем измерений и переработки информации, доктор технических наук, профессор, возглавлял СибНИА с 1989 по 2007 год.
- Владимир Евгеньевич Барсук — заслуженный лётчик-испытатель Российской Федерации, кандидат технических наук, возглавляет СибНИА с 12 июля 2007 года по настоящее время.